# Antongaleazzo Bentivoglio
Antongaleazzo Bentivoglio (Bologna, 7 dicembre 1472 – 1525) era figlio di Giovanni II Bentivoglio, Gonfaloniere di Bologna, e di Ginevra Sforza, figlia del signore di Pesaro Alessandro Sforza.

## Biografia
Gli fu dato il nome del condottiero suo antenato Anton Galeazzo, figlio di Giovanni I Bentivoglio e fatto assassinare dal cardinale Scotti nel 1435.
Al contrario dei fratelli condottieri Annibale, Alessandro ed Ermes, non intraprese il mestiere delle armi divenendo invece prelato, col titolo di protonotario apostolico (16 luglio 1483, a cui seguirà la nomina ad arcidiacono di Bologna nel dicembre 1491). Nella pala di Lorenzo Costa, in cui è ritratta la famiglia Bentivoglio, è infatti rappresentato in abito ecclesiastico. Compare inoltre anche in altre pale del Costa.
Nel 1503 fu inviato come ambasciatore a Roma, assieme al cavaliere Giovanni Marsili e al dottore Girolamo Sampieri, per chiedere al neoeletto pontefice Giulio II la riconferma dei Capitoli di Niccolò V.
Risiedette con la famiglia nella rocca di Bazzano. La sua presenza è testimoniata dalla firma che egli lasciò impressa su un muro di una stanza al pianoterra vicino alla torre.
Nel settembre del 1495 Annibale fece pressione sul duca di Calabria Ferdinando d'Aragona perché convincesse il papa Alessandro VI ad eleggere cardinale Antongaleazzo.

## Ascendenza

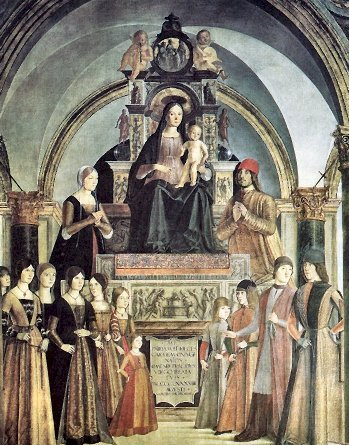
Pala Bentivoglio, di Lorenzo Costa

|                           |                        |                                 | Genitori            |  |  | Nonni |  |  | Bisnonni                   |  |  | Trisnonni              |  |
|                           |                        |                                 |                     |  |  |       |  |  | Anton Galeazzo Bentivoglio |  |  | Giovanni I Bentivoglio |  |
|                           |                        |                                 |                     |  |  |       |  |  | Anton Galeazzo Bentivoglio |  |  | Giovanni I Bentivoglio |  |
|                           |                        | Elisabetta da Castel San Pietro |                     |  |  |       |  |  | Anton Galeazzo Bentivoglio |  |  |                        |  |
| Annibale I Bentivoglio    |                        |                                 |                     |  |  |       |  |  | Anton Galeazzo Bentivoglio |  |  |                        |  |
|                           |                        | Francesca Gozzadini             | Gozzadino Gozzadini |  |  |       |  |  |                            |  |  |                        |  |
|                           |                        | Francesca Gozzadini             | Gozzadino Gozzadini |  |  |       |  |  |                            |  |  |                        |  |
|                           |                        | Francesca Gozzadini             | Costanza Scappi     |  |  |       |  |  |                            |  |  |                        |  |
| Giovanni II Bentivoglio   |                        | Francesca Gozzadini             |                     |  |  |       |  |  |                            |  |  |                        |  |
|                           |                        | Lancillotto Visconti            | Bernabò Visconti    |  |  |       |  |  |                            |  |  |                        |  |
|                           |                        | Lancillotto Visconti            | Bernabò Visconti    |  |  |       |  |  |                            |  |  |                        |  |
|                           |                        | Lancillotto Visconti            | Donnina Porro       |  |  |       |  |  |                            |  |  |                        |  |
| Donnina Visconti          |                        | Lancillotto Visconti            |                     |  |  |       |  |  |                            |  |  |                        |  |
|                           |                        | …                               | …                   |  |  |       |  |  |                            |  |  |                        |  |
|                           |                        | …                               | …                   |  |  |       |  |  |                            |  |  |                        |  |
|                           |                        | …                               | …                   |  |  |       |  |  |                            |  |  |                        |  |
| Antongaleazzo Bentivoglio |                        | …                               |                     |  |  |       |  |  |                            |  |  |                        |  |
|                           | Muzio Attendolo Sforza | Giovanni Attendolo              |                     |  |  |       |  |  |                            |  |  |                        |  |
|                           | Muzio Attendolo Sforza | Giovanni Attendolo              |                     |  |  |       |  |  |                            |  |  |                        |  |
|                           | Muzio Attendolo Sforza | Elisa Petraccini                |                     |  |  |       |  |  |                            |  |  |                        |  |
| Alessandro Sforza         | Muzio Attendolo Sforza |                                 |                     |  |  |       |  |  |                            |  |  |                        |  |
|                           |                        | Lucia Terzani                   | …                   |  |  |       |  |  |                            |  |  |                        |  |
|                           |                        | Lucia Terzani                   | …                   |  |  |       |  |  |                            |  |  |                        |  |
|                           |                        | Lucia Terzani                   | …                   |  |  |       |  |  |                            |  |  |                        |  |
| Ginevra Sforza            |                        | Lucia Terzani                   |                     |  |  |       |  |  |                            |  |  |                        |  |
|                           |                        | …                               | …                   |  |  |       |  |  |                            |  |  |                        |  |
|                           |                        | …                               | …                   |  |  |       |  |  |                            |  |  |                        |  |
|                           |                        | …                               | …                   |  |  |       |  |  |                            |  |  |                        |  |
| …                         |                        | …                               |                     |  |  |       |  |  |                            |  |  |                        |  |
|                           |                        | …                               | …                   |  |  |       |  |  |                            |  |  |                        |  |
|                           |                        | …                               | …                   |  |  |       |  |  |                            |  |  |                        |  |
|                           |                        | …                               | …                   |  |  |       |  |  |                            |  |  |                        |  |
|                           |                        | …                               |                     |  |  |       |  |  |                            |  |  |                        |  |